# Kalophrynus bunguranus
Espèce
Synonymes
- Diplopelma bunguranum Günther, 1895

Statut de conservation UICN

 DD  : Données insuffisantes
Kalophrynus bunguranus est une espèce d'amphibiens de la famille des Microhylidae.

## Répartition
Cette espèce est endémique de l'île de Natuna dans les îles Natuna en Indonésie. Elle n'est connue que par les spécimens prélevés lors de sa découverte et aucun autre enregistrement n'a eu lieu depuis. Lors de sa description, Günther faisait état d'une espèce commune au regard du nombre de spécimens obtenus.

## Description
Kalophrynus bunguranus mesure environ 24 mm. Son dos est brun violacé sombre ; les côtés de sa tête et sa gorge sont noirs ainsi qu'une partie plus ou moins grande de l'abdomen. La partie restante de l'abdomen est rose légèrement jaunâtre.

## Étymologie
Cette espèce est nommée en référence au lieu de sa découverte, Bunguran Barat, autre nom de l'île de Natuna.

## Publication originale
- Günther, 1895 : The Reptiles and Batrachians of the Natuna Islands. Novitates Zoologicae, vol. 2, p. 499-502 (texte intégral).